# Asei Kobayashi
Asei Kobayashi (小林 亜星, Kobayashi Asei, 11 de agosto de 1932 – 30 de maio de 2021) foi um compositor, letrista e ator japonês.
Kobayashi foi representado pela Astro Music. Ele foi o diretor da Associação de Compositores do Japão (J-scat). Ele serviu como o primeiro presidente do Dai Nihon Piman-sha Renmei (Dai Pi Ren). Suas músicas são usadas em anúncios e temas de televisão.
Em 1972, venceu o prêmio de canção infantil no Japan Record Award. Em 1976, venceu o Grande Prêmio na mesma premiação por "Kita no Yadokara''.
Asei também compôs a música para o videogame Famicom de 1990, Niji no Silkroad. Um CD de trilha sonora foi lançado mais tarde, intitulado Rainbow Silkroad Image Album WINDY ROAD. Compôs a canção "Tatakau Tame ni Umareta Senshi" para o cantor Hironobu Kageyama, ela foi usada no especial Ultraman vs Kamen Rider, que homenageou ambas as franquias. Estas são apenas algumas de incontáveis composições para obras da cultura pop japonesa.
Ele fez uma participação em um episódio de Taiyo Sentai Sun Vulcan, onde interpretou o pai de um dos heróis. Curiosamente, Kobayashi era o pai do ator que fazia o personagem.
Em 2019, a Nippon Columbia lançou um álbum especial chamado Kobayashi Asei No Sekai Kayoukyoku Hen, celebrando a obra do compositor.